# 李嘉祥 (弘治進士)
李嘉祥（1472年—？），字時鳳，號默齋，直隸池州府貴池縣人，民籍，明朝政治人物。

## 生平
弘治五年（1492年）壬子科應天鄉試第九名舉人，九年（1496年）中式丙辰科會試第一百五十八名，二甲第三十五名進士。授開州知州，升南京戶部員外郎，督賦蘇州。

## 家族
曾祖李積惠；祖父李彥達；父李仁，母鄭氏。重慶下。兄李禎祥，弟李應祥、李呈祥。